# Вулиця Вояків дивізії «Галичина» (Тернопіль)
Вулиця Вояків дивізії  «Галичина» (давніше Пунчерта) — одна з вулиць в м. Тернопіль. Названа на честь Вояків української дивізії «Галичина». Розташована паралельно бульвару Тараса Шевченка і вулицям Богдана Хмельницького та Миколи Коперника зразу за коліями залізничної станції Тернопіль.

## Відомості
18 вересня 2003 року після звернень представників політичних партій та громадських організацій депутати на сесії Тернопільської міськради ухвалили рішення перейменувати вулицю Довгу на вулицю Вояків дивізії «Галичина» з нагоди 60 років з часу створення військової формації.
Починається від проспекту Степана Бандери, прямує до вулиці Збаразької, де закінчується.
2 червня 2006 року на ділянці від проспекту Бандери до перехрестя з вулицею Парковою розпочали ремонт вартістю близько 3 мільйонів гривень, також додатково посилили опору пішохідного моста (додатково витратили 23,5 тис. гривень).

## Транспорт
Рух від початку до кінця вулиці — двосторонній. Дорожнє покриття від початку вулиці до перехрестя з вулицею Парковою — бруківка, від перехрестя з вулицею Парковою до кінця вулиці — асфальт. На вулиці розташована зупинка громадського транспорту, проте регулярні маршрутні рейси до неї не здіснюються.

## Установи, організації
- «Світ чистоти». Сучасна пральня та хімчистка (вул. Вояків дивізії «Галичина», 15А)[4]